# Alice Ekström
Alice Ekström, född 13 oktober 1993, är en svensk författare från Helsingborg. Hon är utbildad förlagsredaktör och arbetar även med att illustrera omslag och karaktärsporträtt åt förlag och författare. Ekström skriver i genrerna romance, feelgood, historiskt och fantasy. Hon började skriva vid tretton års ålder och debuterade 2017 med romanen Revolutionens ros.
Hon är grundare av Fantasykammaren och Fantasykammarens topplista vars mål sedan starten 2020 är att synliggöra och förhöja svensk fantasy. 

### Romaner
- Revolutionens ros, 2017, Harlequin[3][4]
- Välj ditt gift, 2017, L.C. Förlag
- Hjärtats alla eldar, 2018, Harlequin
- Sju sorters kyssar, 2019, Bokfabriken
- Maskeradnatten, 2020, Seraf förlag[5]
- Romantik för realister, 2021, Bokfabriken
- Sockersöta lögner, 2021, Bokfabriken
- Lögnarspelet, 2022, Seraf förlag
- Inte för alla kyssar i Paris, 2024, Bokfabriken
- Våra krossade hjärtan, 2024, Seraf förlag

### Noveller
- Midvinterköld, 2020, Seraf förlag